# エカチェリーナ2世 (戦艦・初代)
エカチェリーナ2世（ロシア語:Екатерина IIイカチリーナ・フタラーヤ）は、ロシア帝国で建造された前弩級戦艦である。艦名は、ロシア皇帝エカチェリーナ2世を讃えたもの。ロシア帝国海軍では、装甲艦（броненосец）に類別され、1892年2月1日付けで艦隊装甲艦（эскадренный броненосец）に類別を変更された。19世紀末の黒海艦隊復興期にその中核を担ったエカチェリーナ2世級装甲艦の1番艦で、最初の黒海艦隊向け装甲艦。ロシアの代表的な露砲塔艦として知られる。

## 概要

### 建造
1883年6月14日、ニコラーエフ海軍工廠にて起工した。同年10月3日には、エカチェリーナ2世と命名された。
新機軸を多く盛り込んだ艦であったため、その建造は困難を伴った。それでも、1884年中盤には船体はほぼ完成し、動力関連や武装、防御装備などの儀装段階に入った。1886年5月8日には進水した。船体自体は計画よりも60 t軽く出来上がったが、各種装備を取り付けた結果、大幅な重量超過となった。1887年末には、艦は曳航されてセヴァストーポリへ移動、そこで完成工事と武装の取り付けが実施された。この段階になってもまだ半年の年月を要し、1889年5月になってようやく海上公試に入った。5月23日の試験で艦のエンジンは9101 馬力を発揮し、速力は最大で15.2 kn、平均で14.3 knを記録した。
動力試験と並行して武装の試験も実施されたが、そこでは主砲の欠陥が次々と明らかになった。主砲の1877年式30口径305 mm砲自体は従来より使用されてきた艦砲であったが、エカチェリーナ2世では特殊な方法で搭載されており、露砲塔であったが防御力を高めるため通常は装甲区画内に格納しておき、射撃時だけ砲を遮蔽装甲板の前に引き出してくる方式をとっていた。従って、使用しないときは外からは主砲が見えないような構造になっていた。しかし、砲が30口径の短身砲であったため、前へ引き出してもせいぜい1.2 mほどしか砲身が出てこない状態であった。これが原因となって、試験射撃の最初の1 発で上層甲板の肘材にひび割れを生ずるという欠陥を露呈した。さらに、もうひとつの構造的な欠陥も明らかになった。主砲の射撃時、舷側の47 mm速射砲が鎧戸を開けることができず、使用不可能になるというものであった。従って、戦闘時には水雷艇防御が機能しなくなるという重大な欠陥をエカチェリーナ2世は抱えているといえた。結局これらの欠陥は本質的に改善することができず、その生涯を通じてエカチェリーナ2世では射撃の度に艦首にせよ艦尾にせよ上層甲板や上部構造物にいろいろな損傷が生じるということになった。射撃には大きな制限が加えられ、その戦闘能力は限定的なものとならざるを得なかった。
1890年までエカチェリーナ2世は2年間現役活動を経験したが、奇妙なことにその間ずっと艦には端艇類が搭載されておらず、伝声管や船室の換気システムも整備されていなかった。翌年にはマストが回収されたが、その結果主砲の射角は制限されることになった。

### 活動
黒海艦隊司令官N・V・コプィートフ海軍中将の強い要望に従い、海軍技術委員会は1897年に装甲艦の煙管ボイラーをより近代的なベルヴィル式水管ボイラーへ換装する決定を下した。同年9月6日には、エカチェリーナ2世のためにニコラーエフの私企業へ新しいボイラーが発注され、1898年にラーザレフ海軍工廠で換装工事が施工された。その他、排水システムの主要管や蒸気ベンチレーター、排水蒸気機関は電化され、そのため2 機のダイナモが追加された。
コプィートフ司令官は、これ以外にも多くの要求を出していた。まず、主砲の305 mm砲をより長砲身のものに換装すること、9 基のカネー式45口径152 mm砲を搭載すること、舷側スポンソンを廃止し、バーベット甲板に6 基、マスト上に4 基の43口径47 mm単装砲を増設することである。こうした要求は黒海艦隊では早くから出されていたが、海軍予算や設備が太平洋方面の戦力強化のためにすべて注ぎ込まれた結果、これらの要求は結局どれひとつとして実現しなかった。
エカチェリーナ2世の改修工事は1902年6月に完了し、10月26日に航走試験が実施された。試験において、エカチェリーナ2世は15 knの最大速度を記録、エンジンは9978.2 馬力を発揮した。
20世紀になった頃には、エカチェリーナ2世は、チェスマと並んで黒海艦隊で最も社会主義思想に傾倒した艦のひとつになっていた。1905年にオデッサにてポチョムキン＝タヴリーチェスキー公の叛乱事件が発生した際、エカチェリーナ2世には叛乱鎮圧のため出撃命令が下されたが、乗員は動力機関を破壊した上で「機関故障、石炭不足のため出撃不能」と報告した。最も社会主義化されていた装甲艦エカチェリーナ2世がサボタージュにより出航不能となったことは、黒海艦隊全体の社会民主主義的暴発の危険の象徴であった。当時の黒海艦隊ではどの艦でもかなりの程度で革命思想が充満しており、指揮官たちはその暴発の危険を常に意識せざるを得なかったのである。
日露戦争が終結すると、エカチェリーナ2世は完全に旧式化したので、予備役に入れられた。その後、1906年10月31日付けの海軍大臣指令でほかの6 隻の旧式艦とともに退役した。1907年3月18日付けで武装解除され、港に繋留された。1908年には、雷撃標的艦（мишень для торпедных стрельб）に変更された。1912年4月9日付けの海軍大臣指令により、第3号除籍船（Исключенное судно № 3）と改称された。
その後の仕様についてはまったく明らかでない。1914年には売却されたものと見られ、セヴァストーポリから曳航されてニコラーエフにて解体されたと。こうして、黒海艦隊初の装甲艦であったエカチェリーナ2世は、一度も実戦を経験することなく生涯を閉じた。

## ギャラリー

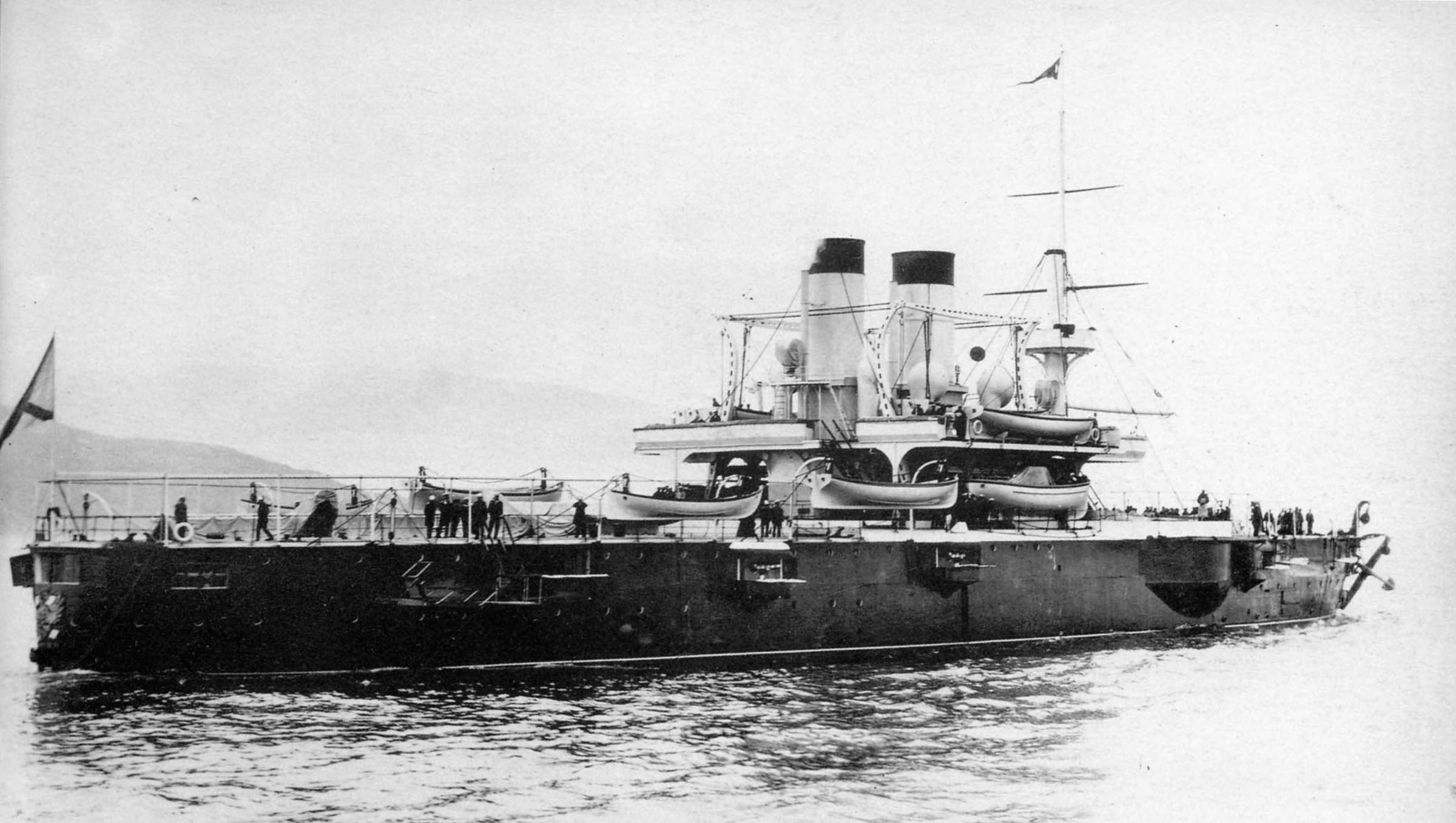
後方から見たエカチェリーナ2世。
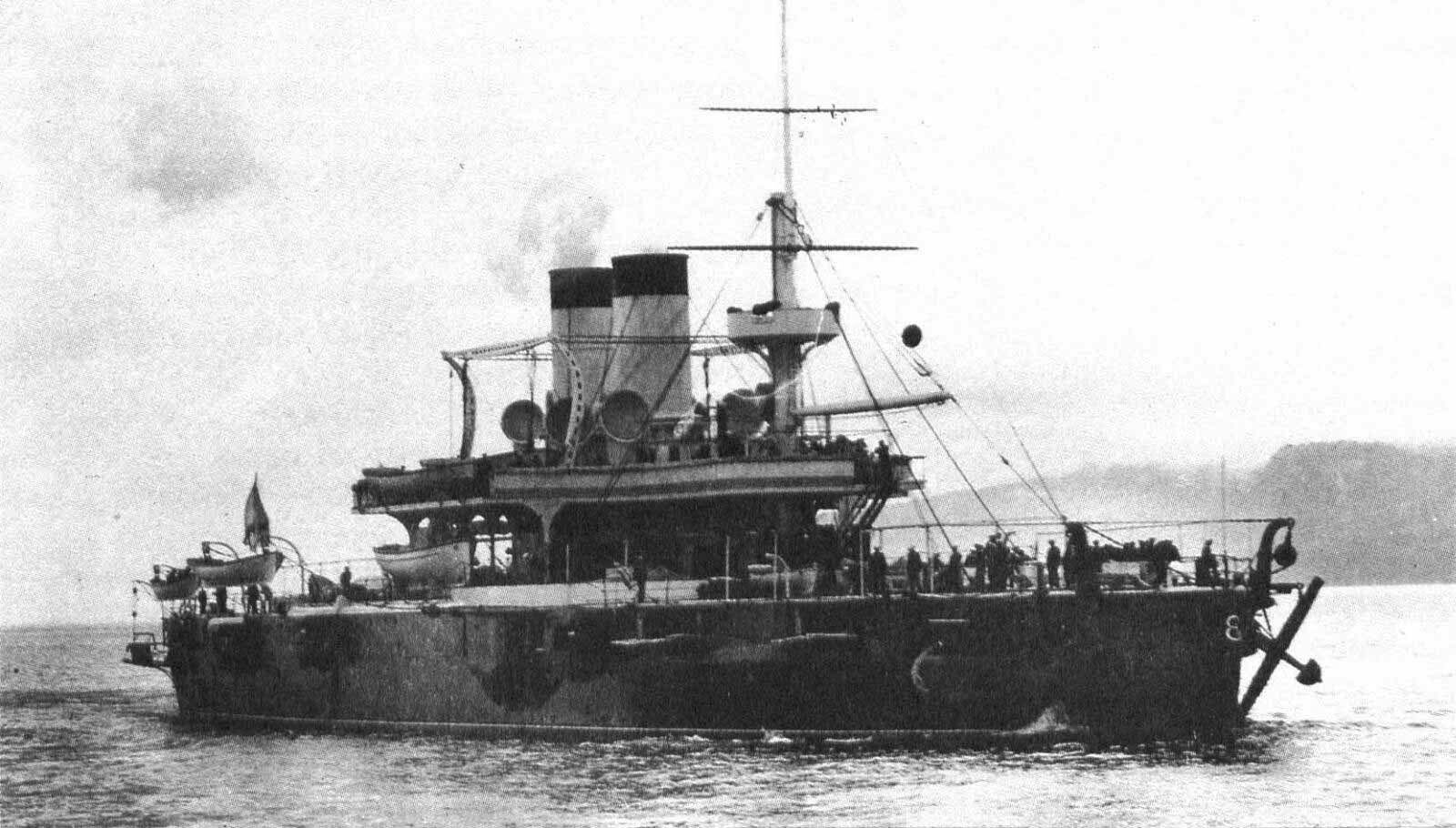
前方から見たエカチェリーナ2世。
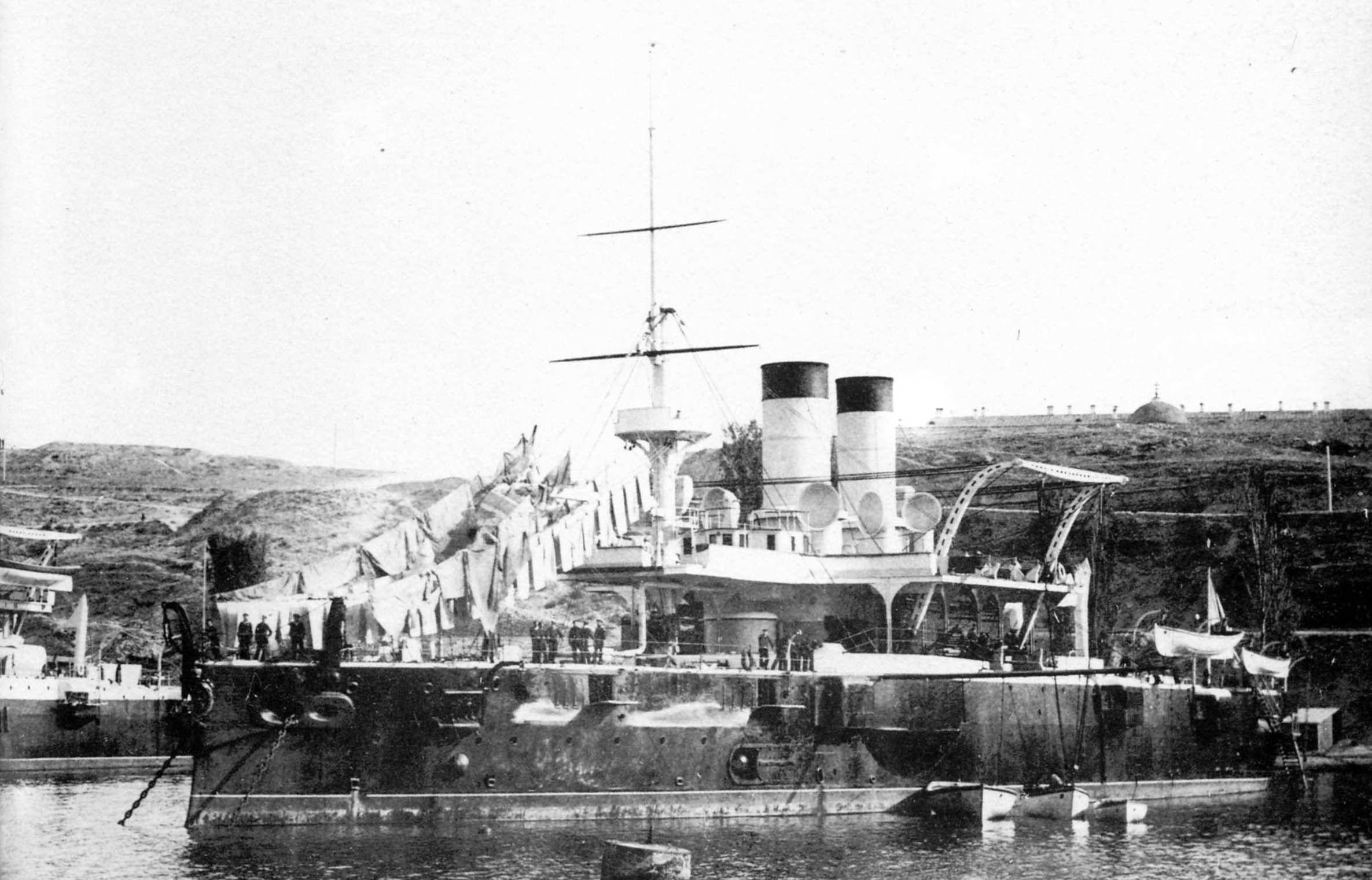
1892年にセヴァストーポリ南湾にて撮影されたエカチェリーナ2世。